# Vladimír Fáček
Vladimír Fáček (6. května 1870 Praha – 1. února 1936 Praha) byl český a československý politik, meziválečný poslanec Revolučního národního shromáždění za Českou státoprávní demokracii, respektive za z ní vzniklou Československou národní demokracii, později senátor Národního shromáždění ČSR.

## Biografie
V letech 1888-1893 studoval na Právnické fakultě Univerzity Karlovy.  V letech 1918–1920 zasedal v Revolučním národním shromáždění. V tomto zákonodárném sboru zasedal za Českou státoprávní demokracii, později přetvořenou v národní demokracii. Byl profesí vrchním zemským radou.
V parlamentních volbách v roce 1920 získal senátorské křeslo v Národním shromáždění. Mandát obhájil v parlamentních volbách v roce 1925 i parlamentních volbách v roce 1929. Na senátorské křeslo rezignoval v říjnu 1932. Nahradil ho Eduard Šimek.
Zemřel 1. února 1936 v nemocnici na následky zranění, které utrpěl před polednem předchozího dne, kdy jej na Václavském náměstí v Praze porazil motorový vůz.
Jeho otcem byl politik František Fáček.